# Tara Tabitha

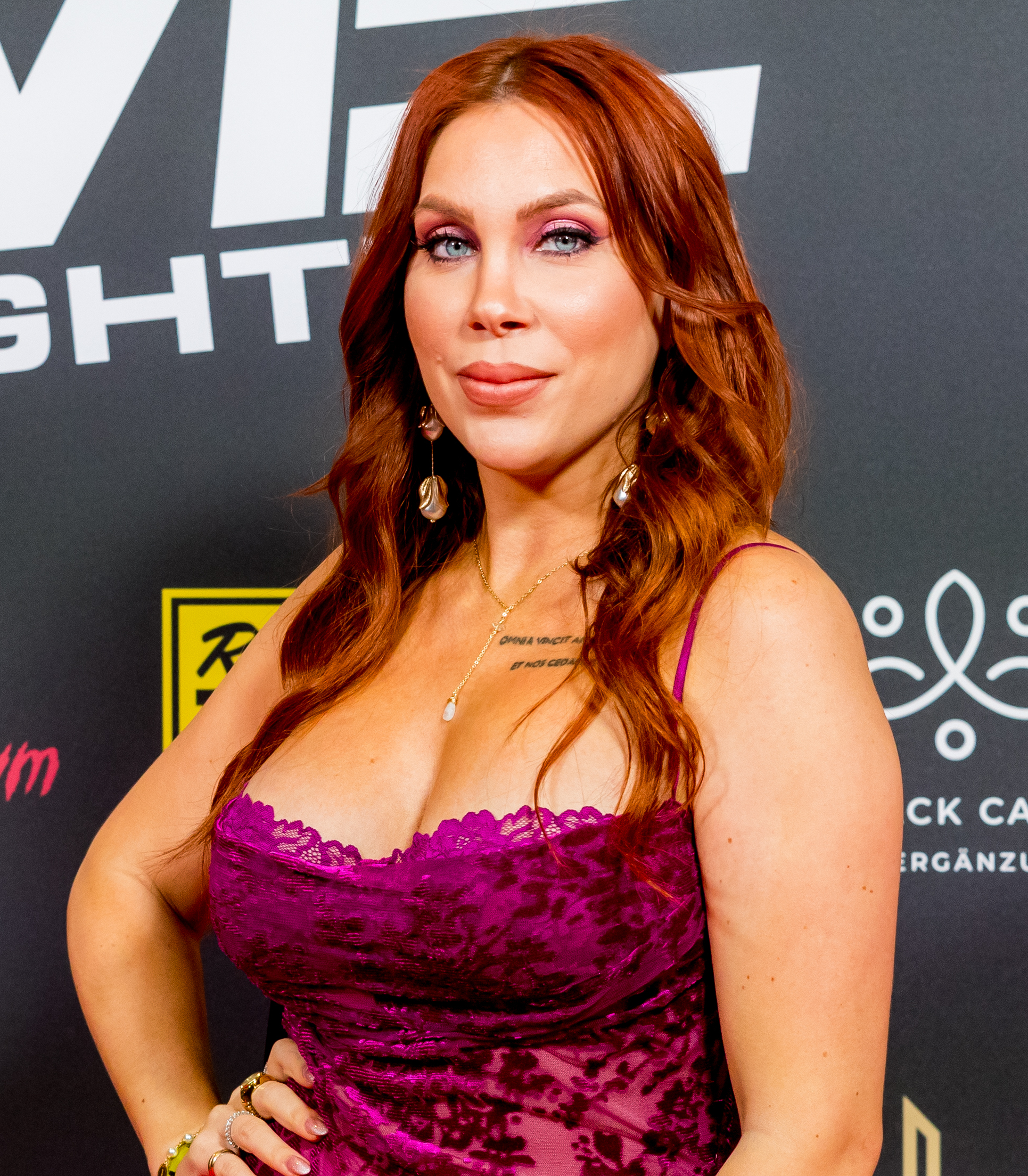
Tara Tabitha (2023)

Tara Tabitha (* 3. März 1993 in Hollabrunn) ist eine österreichische Reality-TV-Teilnehmerin, Influencerin und ein Model.

## Leben
Ihr Vater ist Iraner und ihre Mutter Deutsche.
Tabitha wurde durch das Format Saturday Night Fever – So feiert Österreichs Jugend des österreichischen Fernsehsenders ATV bekannt, desgleichen durch die Spin-off-Staffeln Tara und Moni (mit ihr und ihrer Freundin Moni) sowie Tara – Mit Hirn, Charme und Melonen (mit ihr als Protagonistin).
Im Jahr 2021 war sie Kandidatin bei der deutschen Version von Ex on the Beach. 2022 nahm sie an der 15. Staffel von Ich bin ein Star – Holt mich hier raus! teil und belegte den zehnten Platz. Im Oktober 2022 war Tabitha als Kandidatin der ATV Promi-Reality-TV-Show Forsthaus Rampensau zu sehen. Aus dem ab Januar 2024 auf dem Streamingportal Joyn ausgestrahlten Format Reality Backpackers ging sie als Siegerin hervor. Auch die von Mai bis Juli 2025 laufende sechste Staffel von Kampf der Realitystars beendete sie als Siegerin. 

## Fernsehauftritte
- 2010–2013: Saturday Night Fever – So feiert Österreichs Jugend (mehrere Staffeln)
- 2012: Tara & Moni – St. Tropez, Oida! (Staffel mit drei Folgen)
- 2013: Tara & Moni in Kitz und Moritz (Staffel mit vier Folgen)
- 2014: Tara & Moni in Mailand und Paris (Staffel mit fünf Folgen)
- 2019: Tara – Mit Hirn, Charme und Melonen (Staffel mit drei Folgen)
- 2021: Ex on the Beach (RTL+)
- 2022: Ich bin ein Star – Holt mich hier raus! (RTL)
- 2022: Forsthaus Rampensau (ATV)
- 2024: Reality Backpackers (Joyn) (Gewinnerin)
- 2024: Are You the One? – Realitystars in Love (RTL+)
- 2025: The 50 (Prime Video)
- 2025: Match my Ex! (Joyn)
- 2025: Kampf der Realitystars – Schiffbruch am Traumstrand (RTL ll) (Gewinnerin)
- 2025: Das Sommerhaus der Stars – Kampf der Promipaare (RTL)